# Заросляк санта-мартійський
Заросляк санта-мартійський (Atlapetes melanocephalus) — вид горобцеподібних птахів родини Passerellidae. Ендемік Колумбії.

## Опис
Довжина птаха становить 17 см. Голова чорна, на щоках сріблясті плями. Верхня частина тіла темно-сіра з оливковим відтінком, боки оливково-сірі, плечі світло-сірі з оливковим відтінком, нижня частина тіла жовта.

## Поширення і екологія
Санта-мартійські заросляки є ендеміками гірського масиву Сьєрра-Невада-де-Санта-Марта на півночі Колумбії. Вони живуть у вологих гірських тропічних лісах на висоті від 1300 до 3000 м над рівнем моря.